# Baratol
El Baratol es un explosivo hecho de una mezcla de TNT y nitrato de bario, con una cantidad pequeña (aproximadamente el 1%) de cera de parafina utilizada como agente de desensibilización. El TNT normalmente supone entre el 25-33% de la mezcla. Debido a la alta densidad del nitrato de bario, el Baratol tiene una densidad de al menos 2,5.
El Baratol fue utilizado como el componente "lento" en los lentes explosivos de las primeras bombas atómicas siendo la Composición B a menudo utilizada como el componente explosivo "rápido". Algunas bombas atómicas, como las detonadas en 1945 en Trinity, el Joe 1 soviético en 1949 o en India en 1972, utilizaron Baratol y Composición B.
Baratol fue también utilizado en la bomba Mills, una granada de mano británica
Baratol tiene una velocidad de detonación de aproximadamente 4900 metros por segundo.